# MOA-2007-BLG-400Lb
MOA-2007-BLG-400Lb是一個位於人马座，距離地球約20000光年的太陽系外行星，環繞恆星MOA-2007-BLG-400L。該行星是以重力微透鏡的方式在2008年9月18日被偵測到。其質量大約是木星質量的 50% 到 130%，與母恆星距離在 0.6 到 1.1 AU。

## 外部連結
- . Exoplanets.   [2011-10-12]. （原始内容存档于2009-11-25）.